# Denair
Denair é uma Região censo-designada localizada no estado americano da Califórnia, no Condado de Stanislaus.

## Demografia
Segundo o censo americano de 2000, a sua população era de 3446 habitantes.

## Geografia
De acordo com o United States Census Bureau tem uma área de 5,3 km², dos quais 5,3 km² cobertos por terra e 0,0 km² cobertos por água. Denair localiza-se a aproximadamente 54 m acima do nível do mar.

## Localidades na vizinhança
O diagrama seguinte representa as localidades num raio de 16 km ao redor de Denair.